# Hasna al-Hariri
Hasna al-Hariri (ou Hasna el-Hariri) est une militante syrienne, originaire de Bousra al-Hariri, dans le gouvernorat de Deraa. Elle est réfugiée en Jordanie depuis 2014. Figure de la révolution syrienne, elle a été emprisonnée et est connue notamment pour être l'une des premières femmes à avoir osé témoigner publiquement des violences sexuelles perpétrées dans les prisons du régime syrien.

## Biographie
Hasna al-Hariri est issue d'une grande famille de Bousra al-Hariri, près de Deraa, berceau de la vague de contestation des printemps arabes en Syrie. Lorsque la révolution éclate, elle y vit avec son mari et leurs dix enfants, l'vient traditionnel de cette grande famille compte également la belle-famille, conjoints des enfants et petits enfants. Lorsque l'un des fils, soldat, déserte l’armée au début de la révolution, c'est toute la famille qui bascule dans une autre nouvelle réalité : un cadre du Hezbollah vient les menacer à leur domicile. Hasna al-Hariri est arrêtée une première fois à Deraa. Un de ses fils rejoint les rangs des rebelles. Après cet emprisonnement et la mort de deux de ses fils, Hasna al-Hariri décide de s'engager aux côtés des rebelles : elle leur livre de la nourriture et des médicaments, espérant que bientôt, ils les libèreront de la « tyrannie » qui pèse sur eux « depuis trop longtemps ». Du fait de cet engagement, elle est de nouveau emprisonnée et 13 personnes de sa famille sont tuées, dont son mari et trois de ses fils,, . 
Hasna al-Hariri est emprisonnée plusieurs fois entre 2011 et janvier 2014, dans différents lieux de détention, en particulier dans la branche 215 de la sécurité, surnommée « centre de la mort ». En prison, Hasna al-Hariri est victime d'humiliations, de torture, de violences physiques, de violences sexuelles et de viol. Elle est également témoin de tels sévices sur d'autres détenues, dont plusieurs meurent. Les viols entraînent des grossesses, parfois suivies des tentatives d'avortement mortelles ; Hasna al-Hariri aide de jeunes codétenues à accoucher dans des conditions atroces et sans aucune condition d'hygiène,.    
Hasna al-Hariri est libérée lors d'un échange de prisonniers en 2014, elle se réfugie alors en Jordanie.  
Fin 2018, elle est contactée par les services secrets jordaniens qui la préviennent que le régime syrien la recherche et a demandé son transfert en Syrie. « Je me sentais alors protégée en Jordanie par le droit international ». 
Début avril 2021, elle est convoquée par ces services qui lui donnent deux semaines pour quitter le pays. La militante affirme que ces services lui ont fait comprendre que « les Syriens la réclament à nouveau avec insistance », comme en 2018, en exigeant à nouveau son transfert. La militante, inquiète, partage un message sur les réseaux sociaux. Ces informations, faisant état d'une possible expulsion vers la Syrie, suscitent une vive émotion parmi les opposants au régime et le soutien de journalistes et militants des droits humains. La Jordanie dément alors toute intention d'expulsion.  
Cependant, le 4 mai, Hasna al-Hariri est arrêtée par la police jordanienne et conduite au camp de réfugiés d’Azraq, à 80 km au nord d’Amman. Deux autres militants syriens sont également menacés d'expulsion, Ibrahim Hariri et Raafat Salkhadi,,. 

## Témoignage et menaces
Après sa sortie de prison, depuis la Jordanie, Hasna al-Hariri, malgré des menaces d'assassinat, décide de parler et révèle ce qu'elle a subi et ce dont elle a été témoin en prison. Le sujet du viol est tabou. Traditionnellement en Syrie, une femme violée est déshonorée et le déshonneur touche l'ensemble de la famille, aussi presque aucune femme victime n'ose en parler, et encore moins témoigner publiquement, par peur d'un rejet social et familial. En 2017, elle confie au Monde : « Ils savent bien que dans nos sociétés, le viol est pire que la mort. » Le viol est utilisé par le régime syrien comme arme de guerre, en prison, puis comme stratégie de guerre par le régime, et comme stratégie de terreur, car le silence est la règle,.
Le témoignage d'Hasna al-Hariri donne également les lieux, noms et grades des bourreaux, le nom de victimes qu'elle a mémorisés. Officiellement, la Jordanie lui demande d'arrêter ses « activités illégales » qui porteraient atteinte au pays. Selon Annick Cojean, Salam Kawakibi et Firas Kontar, c'est pour cette raison que la Syrie met la pression sur les autorités jordaniennes afin d'obtenir son extradition, ainsi que celle de deux autres militants ; la volonté du régime syrien étant à la fois de faire taire les voix dissidentes, et surtout, d'effacer les traces de ses crimes et exactions, en éliminant les témoins. Or Hasna al-Hariri espère pouvoir témoigner devant la justice des crimes qu'elle a subi et ceux dont elle a été le témoin direct : « j’ai mémorisé les noms des officiers, des gardiens, des violeurs et de tous nos bourreaux. Je garde des preuves. Je documente. Car je veux pouvoir raconter aux jeunes générations ce qui a été vécu par leurs aînés, pourquoi ils se sont révoltés, pourquoi ils ont dû s’exiler. (...) Et je serai la première à témoigner contre eux devant un tribunal international »,,.